# Rites of Passage

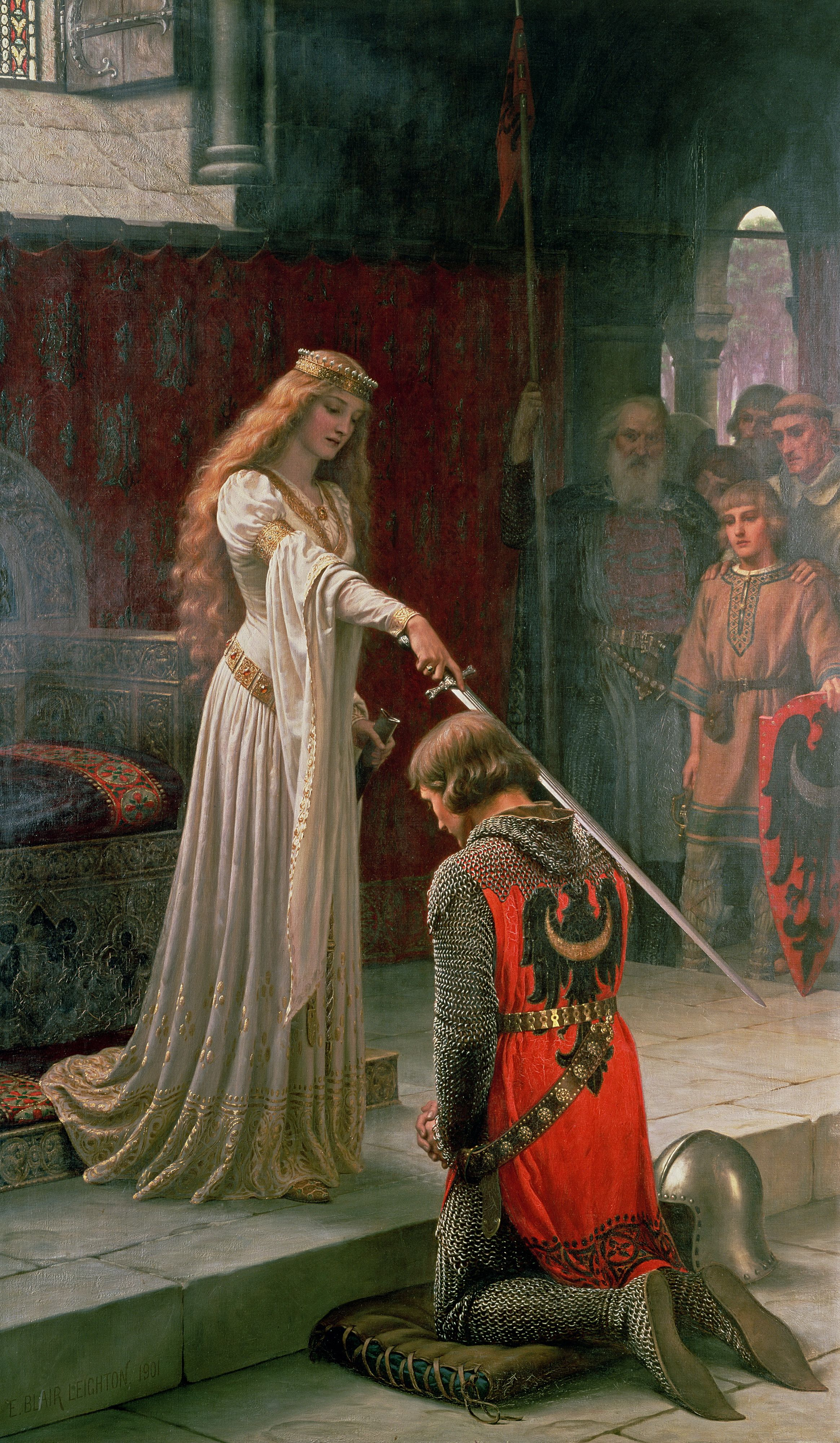
Edmund Blair Leighton: Gemälde The Accolade (Der Ritterschlag; 1901), Vorlage für das Albumcover von „Rites of Passage“

Rites of Passage (im Albumcover teils mit R.O.P. abgekürzt) ist das erste Livealbum des britischen Pop-/Rockmusikers Roger Hodgson, dem einstigen Gründungsmitglied der britischen Rockband Supertramp. Zehn Jahre nach dem Studioalbum „Hai Hai“ wurde es 1997 veröffentlicht und verkaufte sich recht gut in Deutschland und in der Schweiz – sonst schleppend.

## Beschreibung
„Rites of Passage“ resultiert aus der Mini-Tour vom Sommer 1996, während der Hodgson mit sieben Gastmusikern, darunter das Supertramp-Mitglied John Helliwell und Rogers Sohn Andrew Hodgson, einige Konzerte in Kalifornien gab. Aufgenommen wurde das Livealbum am 2. August 1996 beim letzten Konzert der Tour in der Miners Foundry, einem in Nevada City in Kalifornien (USA) befindlichen Veranstaltungskomplex mit mehreren Hallen – zum Beispiel für Hochzeiten, Konferenzen und Konzerte.
Im Gegensatz zum Vorgänger-Studioalbum „Hai Hai“ tritt auf dem Livealbum „Rites of Passage“ das für Supertramp typische Saxophon, gespielt von Helliwell, wieder etwas stärker hervor, Synthesizer wurden verbannt und die Musik tendiert wieder etwas mehr zum progressiven Pop-Rock-Stil.
Auf „Rites of Passage“ befinden sich neben den live neu eingespielten Songs „Take the Long Way Home“, „The Logical Song“ und „Give a Little Bit“, also drei Werken aus der bekannten Supertramp-Zeit, und „In Jeopardy“ vom Solo-Album „In the Eye of the Storm“ (1984) fünf neue (zuvor unveröffentlichte) Lieder von Roger Hodgson: „Every Trick in the Book“, „Showdown“, „Don't You Want to Get High?“, „Red Lake“ und „Time Waits for No One“. „Showdown“ wurde drei Jahre später Teil des Albums „Open the Door“ und „Don't You Want to Get High?“ und „Time Waits for No One“ werden von Kritikern oft zu den besten Werken des Livealbums gezählt. Hinzu gesellt sich (das ebenfalls neue) „Melancholic“, das von Andrew Hodgson geschrieben wurde, der das Lied am Klavier spielt und selbst singt. Ferner sind die von Mikail Graham geschriebenen Songs „No Colours“ und „Smelly Feat“ Teil des Livealbums, der sie auf einer Gitarre spielt und selbst singt.
Das Albumcover zeigt das Gemälde The Accolade (Der Ritterschlag; 1901) des englischen Malers Edmund Blair Leighton (1852–1922).
Drei Jahre nach „Rites of Passage“ erschien das Studioalbum Open the Door.

## Liedliste
„Rites of Passage“ enthält 12 Lieder. Die folgend angegebenen Längen beziehen sich auf eine CD-Version („UNIVP001CD“) der Platte, die 62:21 Minuten lang ist. Die Songs wurden von Hodgson geschrieben (obgleich die Lieder 5, 10 und 12 von ihm stammen, sind wie zu Supertramp-Zeiten im Album-Booklet „Hodgson/Davies“ als Autoren genannt) und gesungen, außer jenen, die folgend mit entsprechender Anmerkung versehen sind:
1. Every Trick in the Book – 5:54
2. In Jeopardy – 5:13
3. Showdown – 4:45
4. Don't You Want to Get High? – 4:07
5. Take the Long Way Home – R.O.P. – 4:27
6. Red Lake – 5:14
7. Melancholic – 4:31 – Musik, Text und Hauptstimme: Andrew Hodgson
8. Time Waits for No One – 9:07
9. No Colours – 4:56 – Musik, Text und Hauptstimme: Mikail Graham
10. The Logical Song – R.O.P. – 3:47
11. Smelly Feat – 6:03 – Musik, Text und Hauptstimme: Mikail Graham
12. Give a Little Bit – R.O.P. – 4:17

## Charts
Rites of Passage platzierte sich in den deutschen Albumcharts auf Position 40 sowie auf Position 46 in der Schweizer Hitparade.

## Besetzung
Die im Livealbum „Rites of Passage“ agierenden Musiker sind – teils mit Liednummern in „()“:
- Roger Hodgson – 12-saitige Gitarre (1, 4, 6, 8, 12), Gitarre (9, 11), Klavier (2–3, 5, 10), Gesang (1–6, 8, 10, 12)

Gastmusiker (in alphabetischer Reihenfolge):
- Jeff Daniel – Hammond (1–2, 5–6, 10–12), Keyboards (1–2, 5–6, 8–10, 12), Perkussion (6, 8–11), Hintergrundgesang (1–2, 5–6, 10, 12)
- Mikail Graham – Gitarre (1–4, 6, 8–12), Keyboard (5, 8), Mundharmonika (5), Perkussion (5), Gesang (9, 11), Hi.-Gesang (1–6, 10, 12)
- John Helliwell – Perkussion (3), Saxophone (1–2, 5–6, 8, 10–12), Hintergrundgesang (2–6, 10)
- Andrew Hodgson – Didgeridoo (8), Klavier (7), Mundharmonika (9), Perkussion (8), Schlagzeug (1–6, 9–12), Gesang (7)
- Josh Newman – Cello (7)
- Terry Riley – Tambura (8), Hintergrundgesang (8)
- Rich Stanmyre – Bassgitarre (1–6, 8–12), Hintergrundgesang (1–6, 11–12)

## Aufnahme und Produktion
Das Livealbum „Rites of Passage“ wurde in Kalifornien in den USA fertiggestellt: Die Abmischung fand in Rogers Unicorn Studio (Nevada City) statt, und das Mastering wurde bei OceanView Digital Mastering (Oak Park) durchgeführt.
- Produzent: Karuna Hodgson
- Live-Aufnahme-Toningenieur: Biff Dawes (Miners Foundry)
- Live-Klang-Toningenieur: Harry Andronis (Miners Foundry)
- Feedback: Biggles (Lied 1)
- Abmischungs-Toningenieur: Brian Foraker (Unicorn Studio)
- Mastering-Ingenieur: Joe Gastwirt (Oceanview)
- Assistenz-Ingenieure: Ramòn Bretòn
- Künstlerische Leitung und Gestaltung: Daniel Clark
- Layout: Sunja Park
- Photographien: Cole Thompson